# فونته‌ویوو
فونته‌ویوو (به ایتالیایی: Fontevivo) یک کومونه در ایتالیا است که در استان پارما واقع شده‌است. فونته‌ویوو ۲۵٫۹ کیلومتر مربع مساحت و ۵٬۳۳۷ نفر جمعیت دارد.